# Хкем
Хкем (рос. Хкем) — покинуте село Ахтинського району, Дагестану Росії. Входить до складу муніципального утворення Сільрада Ахтинська.
У 2010 році населення становило 406 осіб.

## Населення
За даними перепису населення 2002 року в селі мешкало 460 осіб. У тому числі 226 (49,13 %) чоловіків та 234 (50,87 %) жінки.
Переважна більшість мешканців — лезгини (100 % від усіх мешканців). У селі переважає лезгинська мова.